# Didier Samoun
Didier Samoun, né le 29 août 1980 à Marseille, est un footballeur français international de de beach soccer de la fin des années 1990 au début des années 2010.
Footballeur amateur de la région PACA, notamment à l'US Endoume, Didier Samoun se fait remarquer en intégrant l'équipe de France de beach soccer avec qui il est champion d'Europe en 2004 puis du monde 2005. Reconnu comme un des meilleurs joueurs du monde de football de plage, Samoun évolue en Bleu pendant treize ans mais ne remporte pas de nouveau trophée.
Didier Samoun participe ensuite au développement de la discipline en France, en présidant et entraînant plusieurs clubs, et remportent plusieurs fois le Championnat de France de la discipline. Toujours actif dans le football, il devient directeur sportif de l'US Endoume, qu'il entraine quelques mois par intérim. En 2017, il intègre la nouvelle cellule de recrutement du centre de formation de l'Olympique de Marseille.

## Biographie

### Enfance et formation
Didier Samoun naît le 19 août 1984 à Marseille. Jeune footballeur, il passe par le centre de formation du FC Istres. 

### En club
Didier Samoun évolue dans différents clubs du sud est de la France. Au plus haut niveau en CFA avec Marseille Endoume, l'Île Rousse et Vitrolles. Puis en Division d’Honneur à Berre et enfin Division Honneur Régionale à l’UGA Ardziv.
Il part jouer en Italie, au Milano Beach Soccer (section beach-soccer de l'AC Milan) où il croise certains des meilleurs joueurs du monde comme Ramiro Amarelle. En 2007, il remporte le doublé coupe-championnat avec les Milanais et est élu meilleur joueur de Serie A,.
En 2010, Samoun fonde le club de Marseille XII beach-soccer dont il assume les fonctions de président, entraîneur et joueur. Il remporte, avec son équipe, le premier championnat de France en 2010, entouré d’internationaux français parmi lesquels Sébastien Pérez, Rémy Ruiz, Noël Sciortino et Jean-Marc Édouard. Marseille 12e perd ensuite en finale de l'édition 2011.
Au cours de la saison 2012-2013, Samoun retourne jouer à Marseille Endoume, son club de cœur. Au terme de l'exercice 2015-2016, Samoun prend sa retraite des terrains et devient directeur sportif de l'US Endoume.

### En équipe nationale
Sélectionné pour la première fois en équipe de France de beach soccer en 2002, Samoun s'impose rapidement comme l'un des meilleurs joueurs du monde. 
En 2003, Didier Samoun fait partie de l'équipe All Star européenne choisie pour affronter le Brésil.  
Samoun est champion d'Europe en 2004 avec les Bleus à Marseille et meilleur joueur du tournoi. 
L'année suivante, il est champion du monde 2005. Avant la compétition, il est présenté comme un des meilleurs joueurs du monde : « le Français Didier Samoun confirme depuis quelques années son rang parmi les trois meilleurs joueurs de beach soccer du monde. Grâce à ses qualités physiques, il impressionne autant en défense qu'à la finition. Très important dans le dispositif tactique des Bleus, il est l'un des patrons de cette équipe ». Lors du Mondial, Samoun marque deux buts pour la France face à l'Argentine lors du second match de poule (8-2), ses seules réalisations de la compétition. 
Ces deux titres en deux ans sont ses meilleurs souvenirs de joueurs, d'après ses mots. La même année, Didier Samoun fait partie de l'équipe All Star mondiale choisie pour affronter la sélection brésilienne. 
En 2006, Éric et Joël Cantona considèrent Didier Samoun comme l'un des trois meilleurs joueurs de beach soccer au monde avec Jorginho (Brésil) et Amarelle (Espagne). Lors de la Coupe du monde 2006, Didier Samoun inscrit un triplé contre l'Espagne lors du premier match, qui permet à la France de commencer la compétition par une victoire (7-4). Il marque ensuite un but dans le dernier match de phase de groupe face à l'Iran (6-3), ouvre le score en quart-de-finale contre le Japon (3-2), égalise en demi-finale contre l'Uruguay avant la défaite au tir-au-but (2-2 tab 0-1). Dans le match pour la troisième place, Samoun permet aux Bleus de prendre l'avantage décisif en marquant le quatrième but face au Portugal (6-4). Les Tricolores terminent troisième du Mondial 2006. Samoun est à nouveau retenu dans le All Star européen affrontant le Brésil. 
Pendant la Coupe du monde 2007, Samoun inscrit un quadruplé décisif dès l'entrée en lice face aux Émirats arabes unis (6-5). Lors de la seconde rencontre de poule, contre le Nigeria, il échoue dans la transformation du troisième tir-au-but français, entraînant la défaite (3-3 tab 2-3). Les Bleus battent ensuite l'Argentine au même exercice (2-2 tab 2-1) et se qualifient pour les quarts de finale. Ils y éliminent le Sénégal (6-3), puis s'inclinent contre le futur champion brésilien (2-6), avant de perdre le match pour la troisième place, encore aux tirs au but contre l'Uruguay (2-2 tab 1-2).
Durant le Mondial 2008, Samoun sonne le retour français contre le Sénégal dans le premier match en réduisant le score mais n'empêchant pas la défaite (2-2 tab 1-2). Dans le dernier match de poule, Didier Samoun est auteur d'un doublé et d'une passe décisive contre l'Uruguay (4-3), assurant la qualification. Il déclare alors « Nous cherchons un idéal de beau jeu en évoluant bien souvent dans les airs. Mais ce n'est pas évident à mettre en place. Nous jouons parfois avec le feu, ce qui explique ces quelques frayeurs ». En quart de finale, les Bleus sont éliminés par l'Italie (5-3) malgré un nouveau but de Samoun.
Les Bleus ne se qualifient ensuite pas pour la Coupe du monde 2009, ni celle de 2011. Les Bleus participent ensuite comme chaque année à l'Euro Beach Soccer League et les Français sont relégués en seconde division. Éric Cantona quitte son poste à la suite de ce résultat et est remplacé par Stéphane François. Dès 2011, les Bleus remontent en Division A.
Sur l'année 2012, Samoun termine troisième meilleur buteur (neuf buts) de l'équipe de France avec huit buts, derrière Basquaise et Pagis (dix-neuf et dix-huit buts). Pour autant, les Bleus sont à nouveau relégués en Division B en Euro BS League et ratent une troisième Coupe du monde consécutive.
Samoun se met alors en retrait de la sélection. Il ne fait son retour que huit mois après son dernier match. En 2013, il marque ses quatre buts lors du tournoi final de l'EBSL. Après avoir donné la victoire contre l'Estonie (3-2), il participe au succès face à Israël (7-5) puis inscrite les deux buts de la France lors de la finale de promotion contre la Grèce (2-1), permettant aux Bleus de se maintenir en Division A.
Sur 2014, Samoun revient au premier plan, terminant second meilleur buteur français (seize buts) derrière Pagis (dix-sept buts). Les Bleus se maintiennent en première division de l'Euro BS League mais ne se qualifient par pour la Coupe du monde 2015.
En septembre 2015, Didier Samoun annonce prendre sa retraite internationale. En 2016, il prend pourtant part aux qualifications pour la Coupe du monde 2017 (huit rencontres et quatre buts), mais en vain.

### Reconversion (depuis 2014)
Didier Samoun devient entraîneur du club de Grande Motte PBS à sa création en 2014. Il remporte le Championnat de France de beach soccer 2015 dès sa première participation à la tête de l'équipe. De même en 2016, 2018 et 2019 et terminant troisième en 2017.
Devenu directeur sportif de l'Endoume Marseille, il assure l'intérim en tant qu'entraîneur fin 2016.
À partir de l'été 2017, Didier Samoun intègre la nouvelle cellule de recrutement du centre de formation de l'Olympique de Marseille dirigée par son ancien coéquipier en équipe de France de beach soccer, Sébastien Pérez. Samoun repère notamment Marley Aké l'année suivante.
En 2023, il est champion de France de beach soccer avec les Minots de Marseille.

## Palmarès

### Équipe de France
| Compétitions mondiales                                | Compétitions continentales                                                                                      |
| ----------------------------------------------------- | --- |
| - Coupe du monde (1) - Vainqueur en 2005 - 3e en 2006 | - Championnat d'Europe (1) - Vainqueur en 2004 - Finaliste en 2007 - Coupe d'Europe - Finaliste en 2006 et 2007 |

### Clubs
- Championnat de France (7)
  - Il est champion de France  en 2010 et 2014 avec Marseille XII et 2015, 2016, 2018 et 2019 avec Grande Motte PBS puis en 2023 avec les Minots de Marseille
  - Il est finaliste en 2011 avec Marseille XII, et termine troisième du championnat en 2017 avec Grande Motte PBS

- Championnat d'Italie (1)

Il est champion d'Italie en 2007 avec Milano BS
- Coupe d'Italie (1)

Il remporte la coupe d'Italie en 2007 avec son club Milano BS

### Individuel
- Sélections All-Stars
  - 2003 : Europe vs Brésil
  - 2005 : Monde vs Brésil
  - 2006 : Europe vs Brésil

- Meilleur joueur
  - Euro Beach Soccer League en 2004
  - Serie A en 2007

## Statistiques en équipe de France

### Par année
| Année  | 2003 | 2004 | 2005 | 2006 | 2007 | 2008 | 2009 | 2010 | 2011 | 2012 | 2013 | 2014 | 2015 | 2016 |
| ------ | ---- | ---- | ---- | ---- | ---- | ---- | ---- | ---- | ---- | ---- | ---- | ---- | ---- | ---- |
| Matchs |      |      |      |      |      |      |      |      | 12   |      |      |      | -    | 8    |
| Buts   |      |      | 5+   |      |      |      |      |      | 14   | 9    | 4    | 16   | -    | 4    |

### En Coupe du monde
Didier Samoun joue quatre Coupes du monde FIFA (de 2005 à 2008). Il prend part à vingt-et-une rencontres pour quinze victoires, dont trois aux tirs au but. Durant ces rencontres il marque dix-huit buts.
| Détails de ses vingt-et-un matchs en Coupe du monde de beach soccer | Détails de ses vingt-et-un matchs en Coupe du monde de beach soccer | Détails de ses vingt-et-un matchs en Coupe du monde de beach soccer | Détails de ses vingt-et-un matchs en Coupe du monde de beach soccer | Détails de ses vingt-et-un matchs en Coupe du monde de beach soccer | Détails de ses vingt-et-un matchs en Coupe du monde de beach soccer | Détails de ses vingt-et-un matchs en Coupe du monde de beach soccer | Détails de ses vingt-et-un matchs en Coupe du monde de beach soccer | Détails de ses vingt-et-un matchs en Coupe du monde de beach soccer |
| #                                                                   | Édition                                                             | Ville                                                               | Date                                                                | Match                                                               | Match                                                               | Match                                                               | Phase                                                               | Infos                                                               |
| ------------------------------------------------------------------- | ------------------------------------------------------------------- | ------------------------------------------------------------------- | ------------------------------------------------------------------- | ------------------------------------------------------------------- | ------------------------------------------------------------------- | ------------------------------------------------------------------- | ------------------------------------------------------------------- | ------------------------------------------------------------------- |
| 21                                                                  | 2008                                                                | Marseille                                                           | 24/07/2008                                                          | France                                                              | 2 - 5                                                               | Italie                                                              | Quarts de finale                                                    | 23e                                                                 |
| 20                                                                  | 2008                                                                | Marseille                                                           | 21/07/2008                                                          | France                                                              | 4 - 3                                                               | Uruguay                                                             | Phase de groupe                                                     | 9e (pen.) 11e                                                       |
| 19                                                                  | 2008                                                                | Marseille                                                           | 19/07/2008                                                          | Iran                                                                | 6-6 tab 1-2                                                         | France                                                              | Phase de groupe                                                     |                                                                     |
| 18                                                                  | 2008                                                                | Marseille                                                           | 17/07/2008                                                          | France                                                              | 5-5 tab 1-2                                                         | Sénégal                                                             | Phase de groupe                                                     | 16e 36e                                                             |
| 17                                                                  | 2007                                                                | Rio de Janeiro                                                      | 11/11/2007                                                          | Uruguay                                                             | 2-2 tab 1-0                                                         | France                                                              | Match pour la 3e place                                              |                                                                     |
| 16                                                                  | 2007                                                                | Rio de Janeiro                                                      | 10/11/2007                                                          | Brésil                                                              | 6 - 2                                                               | France                                                              | Demi-finales                                                        |                                                                     |
| 15                                                                  | 2007                                                                | Rio de Janeiro                                                      | 08/11/2007                                                          | Sénégal                                                             | 3 - 6                                                               | France                                                              | Quarts de finale                                                    |                                                                     |
| 14                                                                  | 2007                                                                | Rio de Janeiro                                                      | 07/11/2007                                                          | France                                                              | 2-2 tab 2-1                                                         | Argentine                                                           | Phase de groupe                                                     |                                                                     |
| 13                                                                  | 2007                                                                | Rio de Janeiro                                                      | 05/11/2007                                                          | France                                                              | 3-3 tab 2-3                                                         | Nigeria                                                             | Phase de groupe                                                     | Manqué                                                              |
| 12                                                                  | 2007                                                                | Rio de Janeiro                                                      | 03/11/2007                                                          | Émirats arabes unis                                                 | 5 - 6                                                               | France                                                              | Phase de groupe                                                     | 9e 13e 18e 22e 36e                                                  |
| 11                                                                  | 2006                                                                | Rio de Janeiro                                                      | 15/11/2006                                                          | France                                                              | 6 - 4                                                               | Portugal                                                            | Match pour la 3e place                                              | 26e                                                                 |
| 10                                                                  | 2006                                                                | Rio de Janeiro                                                      | 14/11/2006                                                          | France                                                              | 2-2 tab 0-1                                                         | Uruguay                                                             | Demi-finales                                                        | 9e 36e                                                              |
| 9                                                                   | 2006                                                                | Rio de Janeiro                                                      | 12/11/2006                                                          | France                                                              | 3 - 2                                                               | Japon                                                               | Quarts de finale                                                    | 15e                                                                 |
| 8                                                                   | 2006                                                                | Rio de Janeiro                                                      | 10/11/2006                                                          | France                                                              | 6 - 3                                                               | Iran                                                                | Phase de groupe                                                     | 13e                                                                 |
| 7                                                                   | 2006                                                                | Rio de Janeiro                                                      | 08/11/2006                                                          | France                                                              | 8 - 1                                                               | Canada                                                              | Phase de groupe                                                     |                                                                     |
| 6                                                                   | 2006                                                                | Rio de Janeiro                                                      | 03/11/2006                                                          | Espagne                                                             | 4 - 7                                                               | France                                                              | Phase de groupe                                                     | 24e 28e 28e                                                         |
| 5                                                                   | 2005                                                                | Rio de Janeiro                                                      | 17/05/2005                                                          | France                                                              | 4 - 1                                                               | Japon                                                               | Demi-finales                                                        |                                                                     |
| 4                                                                   | 2005                                                                | Rio de Janeiro                                                      | 15/05/2005                                                          | France                                                              | 3-3 tab 1-0                                                         | Portugal                                                            | Finale                                                              |                                                                     |
| 3                                                                   | 2005                                                                | Rio de Janeiro                                                      | 12/05/2005                                                          | France                                                              | 7 - 4                                                               | Espagne                                                             | Quarts de finale                                                    |                                                                     |
| 2                                                                   | 2005                                                                | Rio de Janeiro                                                      | 10/05/2005                                                          | France                                                              | 8 - 2                                                               | Argentine                                                           | Phase de groupe                                                     | 18e 30e                                                             |
| 1                                                                   | 2005                                                                | Rio de Janeiro                                                      | 08/05/2005                                                          | France                                                              | 5 - 1                                                               | Australie                                                           | Phase de groupe                                                     |                                                                     |